# Вторгнення Червоної армії до Афганістану 1929
Червона армія вторглася до Афганістану у 1929 році , назвавши це спецоперацією на підтримку скинутого короля Аманулла-хана проти Саккавістів та Басмаків

## Ситуація в Афганістані
У 1919 році було встановлено тісні дипломатичні зв’язки між Королівством Афганістан та Радянським Союзом. Ці події було сприйнято британською розвідкою, як такі що суперечать інтересам Великої Британії. У квітні 1923, Аманулла-хан оприлюднив нову конституцію Афганістану, проголосивши програму секуляризації, зокрема заборону на полігамні та дитячі шлюби та скасував обов'язкове покривання обличчя для жінок у громадських місцях. Ці зміни спричинили посилення опозиційного руху з боку Ісламських лідерів.
У березні 1924 спалахнуло велике антивладне повтсання у Хазараджаті (Хазарістані). У цей час Аманулла-хан засновує Повітряні Сили Афганістану, укомплектовуючи їх найсучаснішими легкими бомбардувальниками  De Havilland DH.9A, подарованими Об'єднаним Королівством. У вересні 1924, за запрошенням короля, до Кабулу прибуло 11 радянських пілотів - інструкторів, нібито для навчання афганських пілотів використанню радянського варіянту DH.9A - Polikarpov R-1. Усі заперечення з боку Британії було проігноровано. 6 жовтня радянські екіпажі здійснили авіаналіт на охоплену повстанням територію Хосту, використовуючи афганські літаки. 14 жовтня радянці бомбили повстанські осередки у Хості та Надралі. 
15 вересня 1927 року Політбюро ЦК КПРС ухвалило рішення передати Афганістану 12 легких бомбардувальників Polikarpov R-1 та 2 зенітні батареї, а також профінансувати “спеціяльну льотну школу”.
Водночас, хвиля релігійних іммігрантів - консерваторів, що тікали з Центральної Азії від радянського режиму, набула впливу на півночі Афганістану. Зокрема муджагідіни — члени Басмацтва, чиїм найвпливовішим лідером був Ібрагім Бек. Радянська влада вимагала від Афганської придушити Басмацьке повстання. У відповідь Аманулла-хан різко обмежив доступ до допомоги Британських Спецслужб. У листопаді 1928 на сході Афганістану спалахнуло нове повстання на чолі з Хабібулла-ханом. Думки дослідників розділяються щодо ролі Британії у цих подіях, деякі з них вважають, що Хабібула-хан перебував під впливом розвідника Томаса Лоуренса (ця інформація не є підтвердженою).
Хабібулла-хана підтримували релігійні лідери. Він звинуватив Аманулла-хана у порушенні Шаріату  та скасував секуляризацію, військову повинність і податки на землю на підконтрольних територіях, а також списав боргові зобов'язання задля забезпечення підтримки серед населення. Правосуддя передали в руки судів шаріату, освіту - муллам, а деякі навчальні заклади було ліквідовано. Крім того, Хабібула-хан почав співпрацю з Ібрагімом Беком - лідером Басмачі та Сеїд Алім-ханом - колишнім еміром Бохарського емірату. 
Підтримка Аманулла-хана зійшла нанівець. 11 грудня 1928 Хабібулла-хана було проголошено Падишахом Афганістану та 13 січня - Еміром Хабібулла ІІ. 14 січня 1929 року Аманулла-хан зрікся престолу та втік до Кандагару. 17 січня Хабібулла окупував Кабул. У місті розпочалися різанина на релігійному та етнічному грунті. Пуштуни, що сповідують сунізм, нібито влаштували різанину проти шиїтів, більшість з яких були хазарейцями. Це призвело до закриття шкіл, фабрик та радіостанцій. 
Державний контроль над іншими провінціями Афганістану було втрачено. Країну поглинув хаос. Ібрагім Бек згадував, що різанина, почавшись в одному селі - перекидалась на инше, зводячи старі рахунки. Афганський історик Гулам Мухаммад Гобар, свідок цих подій, писав, що правління Хабібули стало трагедією для країни.

*стаття не є завершеною